# Saint-Michel (Ariège)
Saint-Michel é uma comuna francesa na região administrativa de Occitânia, no departamento de Ariège. Estende-se por uma área de 5,92 km². Em 2010 a comuna tinha 79 habitantes (densidade: 13,3 hab./km²).